# OFDM
In telecomunicazioni l'Orthogonal Frequency-Division Multiplexing (OFDM) è una tecnica di trasmissione consistente in un tipo di modulazione a multi-portante, che utilizza cioè un numero elevato di sottoportanti tra loro ortogonali.
Ciascuna di queste portanti è modulata attraverso una modulazione di tipo convenzionale (ad esempio una modulazione di ampiezza in quadratura) con un basso symbol rate.
Gli algoritmi OFDM sono generati usando la trasformata di Fourier veloce.
Il vantaggio primario dell'OFDM rispetto agli schemi a singola portante è l'abilità di comunicare anche in condizione pessime del canale, ad esempio nei casi in cui si presenta un'attenuazione ad alta frequenza, come nei doppini di rame, oppure interferenze a banda stretta.
Mantenere un basso symbol rate permette di ridurre l'interferenza intersimbolica grazie ad intervalli di guardia di durata accettabile, oltre a garantire un'attenuazione più costante e perciò stimabile nonché correggibile.

## Principio di funzionamento

### OFDM tradizionale
La trasmissione binaria viene divisa dapprima in N flussi paralleli, e poi fatta passare per un codificatore di costellazione e un modulatore elementare.
Gli N flussi paralleli vengono creati tutti nello stesso istante n e poi inviati ai modulatori che operano alla portante fp + δm, chiamate sottoportanti. Queste sottoportanti sono distanziate tra di loro da un valore Δf, e quindi è possibile scrivere δm = (m - N/2)*Δf con m compreso nell'intervallo [0,N-1].
Le sottoportanti sono scelte in modo da essere ortogonali tra di loro, riducendo così il crosstalk. Questo semplifica notevolmente le architetture del trasmettitore e del ricevitore, evitando l'introduzione di singoli filtri per ciascun sottocanale.
Ortogonalità significa anche un'elevata efficienza spettrale, a parità di bitrate, arrivando ad utilizzare pienamente la banda disponibile, con uno spettro quasi bianco.
Di contro l'ortogonalità richiede una sincronizzazione estremamente elevata tra le frequenze locali del ricevitore e del trasmettitore, perché una deviazione di frequenza causerebbe un'interferenza inter-portante (crosstalk).
Una volta scelte le sottoportanti, ortogonali tra di loro, in fase di ricezione basterà moltiplicare il segnale ortogonale al segnale inviato per estrapolare da esso il segnale ricevuto.

### OFDM numerico
Per quanto riguarda la realizzazione di un OFDM numerico, essa è possibile operando la IDFT in fase di trasmissione del segnale e attraverso la DFT in fase di ricezione.

### Intervalli di guardia per l'eliminazione dell'interferenza intersimbolica
Grazie alla minor sensibilità all'interferenza intersimbolica è più conveniente trasmettere tanti piccoli flussi di dati in parallelo piuttosto che uno solo ma molto fitto. Questo perché con tempi di simbolo lunghi è molto semplice introdurre degli intervalli di guardia di durata non significativa, che proteggono l'informazione inviata.
In questo modo con intervalli di guardia di soli 200 microsecondi si possono effettuare trasmissioni dell'ordine dei 60 km.

### Collegamento Reale
Studiando il caso di un collegamento reale che introduce una distorsione, un'amplificazione/attenuazione e un rumore, si può vedere che, se queste distorsioni complessive non superano il tempo di guardia, esse non incidono sulla ricezione del segnale in quanto non disturbano la parte del segnale che si vuole ricevere. L'unico problema è il fattore legato all'ampiezza, ma esso si può togliere in quanto è il prodotto di un fattore noto per un fattore aleatorio calcolabile.

## Caratteristiche principali

### Vantaggi
- Si adatta facilmente a canali in condizioni critiche
- Robustezza verso interferenti a banda stretta
- Robustezza verso interferenza intersimbolica
- Alta efficienza spettrale

### Svantaggi
- Sensibilità all'effetto Doppler
- Bassa efficienza energetica (elevato rapporto tra potenza di picco e potenza media)
- Sensibilità agli errori di sincronia in frequenza

## Esempi di applicazione

### Cavo
- ADSL
- comunicazioni in fibra ottica
- Reti casalinghe su cavi già esistenti (es. HomePlug)

### Wireless
- 4G - LTE
- 3G
- Wi-Fi
- DVB - Tv digitale
- DAB - Radio digitale
- WiMAX
- Hiperlan